# Daddala variegata
Daddala variegata là một loài bướm đêm trong họ Erebidae.